# Cytopénie
Une cytopénie est un déficit quantitatif d'un certain type de cellule du sang.
Le sang comprend le plasma et les cellules sanguines qui sont : les globules rouges (ou hématies ou érythrocytes), les globules blancs (ou leucocytes) et les plaquettes (ou thrombocytes).
Pour chacune de ces lignées, on peut avoir une diminution de leur taux normal dans le sang. Ainsi, on parlera respectivement d'anémie, de leucopénie et de thrombopénie si les résultats d'une analyse sanguine sont inférieurs aux valeurs usuelles. En cas d'atteinte multiple, on parle de bicytopénie ou de pancytopénie voire d'aplasie médullaire.
| Cytopénie    | Paramètre biologique | Normes usuelles    |
| ------------ | -------------------- | ------------------ |
| Anémie       | Hémoglobine          | Femme 12 - 16 g/dL |
| Anémie       | Hémoglobine          | Homme 13 - 17 g/dL |
| Leucopénie   | Leucocytes           | 4-10 G/L           |
| Thrombopénie | Plaquettes           | 150 - 350 G/L      |

## Caractéristiques générales
On peut distinguer 2 types de cytopénies, celles d'origine centrale et celles d'origine périphérique. Les cytopénies «centrale» traduisent un dysfonctionnement de la moelle osseuse : un défaut de la synthèse des cellules, un blocage de la maturation, une myélosuppression. Là encore, les étiolgies se répartissent en 2 catégories : les pathologies innées témoignant d'une altération génétique regroupant les maladies héréditaires ou causées par une mutation, et les pathologies acquises incluant les hémopathies malignes, les agents pathogènes (virus, etc.) et les toxiques. Parmi causes périphériques on retrouve notamment les phénomènes immuno-allergiques, auto-immuns, et les destructions accrues des cellules sanguines.
Certaines mesures de l'hémogramme peuvent être biaisées par des artefacts analytiques (thrombopénie causée présence d'amas plaquettaires, hémolyse). L'hémodilution peut diminuer artificiellement certains résultats.
En l'absence de cause flagrante à la cytopénie, diverses explorations complémentaires peuvent être prescrites : bilan martial, dosage des vitamines, bilan autoimmun, myélogramme.
Les traitements symptomatiques sont la transfusion et l'administration de facteurs de croissance hématopoïétique

## Anémie
L'anémie est spécifiée par le taux d'hémoglobine et non pas en fonction du nombre de globules rouges. Elle est caractérisée secondairement par la concentration de l'hémoglobine dans chaque globule rouge (CCMH) et par la taille des hématies (VGM). Une anémie peut-être bien tolérée cliniquement si elle est d'installation progressive même si le taux d'hémoglobine est très bas (anémie profonde). Au contraire une chute brutale, par exemple causée par une hémorragie importante, a généralement un retentissement clinique important.
Les causes principales d'anémie sont :
- les hémorragies ;
- les déficits en substance nécessaire à l'érythropoïèse (synthèse des globules rouges) : carence en vitamine B9, B12 et carence martiale[4] essentiellement ;
- les causes toxiques : plomb, médicaments dont chimiothérapies cytotoxiques ;
- les maladies hématologies : leucémies, drépanocytose, thalassémies entre autres ;
- une insuffisance en érythropoïétine (EPO)  (insuffisance rénale) ;
- les causes auto-immunes (anémie hémolytique auto-immune).

Outre les traitements étiologiques des pathologies sous-jacentes, les traitements symptomatiques incluent la transfusion sanguine et l'administration de médicament contenant un dérivé de l'EPO.

## Leucopénie
Les leucocytes comprennent les polynucléaires neutrophiles (PNN), basophiles, éosinophiles, les monocytes et les lymphocytes. On parle alors de neutropénie (PNN), monocytopénie ou de lymphopénie ; la diminution des éosinophiles et des basophiles est très rarement associée à un retentissement clinique ou une pathologie.

### Neutropénie
La leuco-neutropénie, c'est-à-dire une leucopénie causée par une diminution des polynucléaires neutrophiles  est le cas le plus fréquemment rencontré. Les PNN sont la première ligne de défense du système immunitaires :
leur diminution est associée à un risque d'infections bactériennes et/ou fongiques. En cas de neutropénie profonde, on parle d'agranulocytose ; la neutropénie fébrile est une urgence thérapeutique. 
Les causes principales sont : les toxiques (médicaments, chimiothérapies), les déficits immunitaires.
L'administration de médicaments contenant un facteur de croissance de croissance de la lignée blanche (G-CSF: filgrastim, lénograstim) peut être indiquée. Les transfusions de granulocytes existent mais leurs indications sont extrêmement réduites.

### Lymphopénie
La diminution des lymphocytes (lymphopénie) est plus rare. Elle peut affecter de façon élective une sous-population lymphocytaire. Selon la gravité, elle peut entraîner des infections opportunistes. Parmi les causes retrouvées, on peut citer : infection par certains virus (VIH), déficits immunitaires, traitement par rituximab.

## Thrombocytopénie
La thrombopénie modérée peut n'avoir que peu de conséquence clinique, le risque hémorragique n'augmentant significativement qu'à partir de valeurs assez basses. Certaines chirurgies sont contre-indiquées en dessous de 80 G/L ; les hémorragies spontanées apparaissent en dessous de 20 G/L.
Les causes retrouvées sont : maladies auto-immunes (PTI), médicaments (Thrombopénie induite par l'héparine), hémopathies malignes, maladies héréditaires (Upshaw–Schulman syndrome (en)).
Hormis le traitement de la pathologie causale, les traitements inclus les transfusions plaquettaires et l'administration de médicament à base de thrombopoîétine (TPO) (facteur de croissance plaquettaire).